# Kamov Ka-18
Kamov Ka-18 (NATO naziv: "Hog") sovjetski je višenamjenski helikopter s koaksijalnim rotorskim sustavom. Razvijen je kao produžena inačica Kamova Ka-15 s četiri sjedala, većim repnim površinama i snažnijim motorom.

## Tehničke karakteristike (Ka-18)
Izvori podataka: 
Osnovne karakteristike
- posada: 1

Letne karakteristike
- najveća brzina: 160 km/h
- ekonomska brzina: 130 km/h
- dolet: 450 km (maksimalni)
- najveća visina leta: 3500 m
- motor: 1 x AI-14VF